# Figuratieve kunst

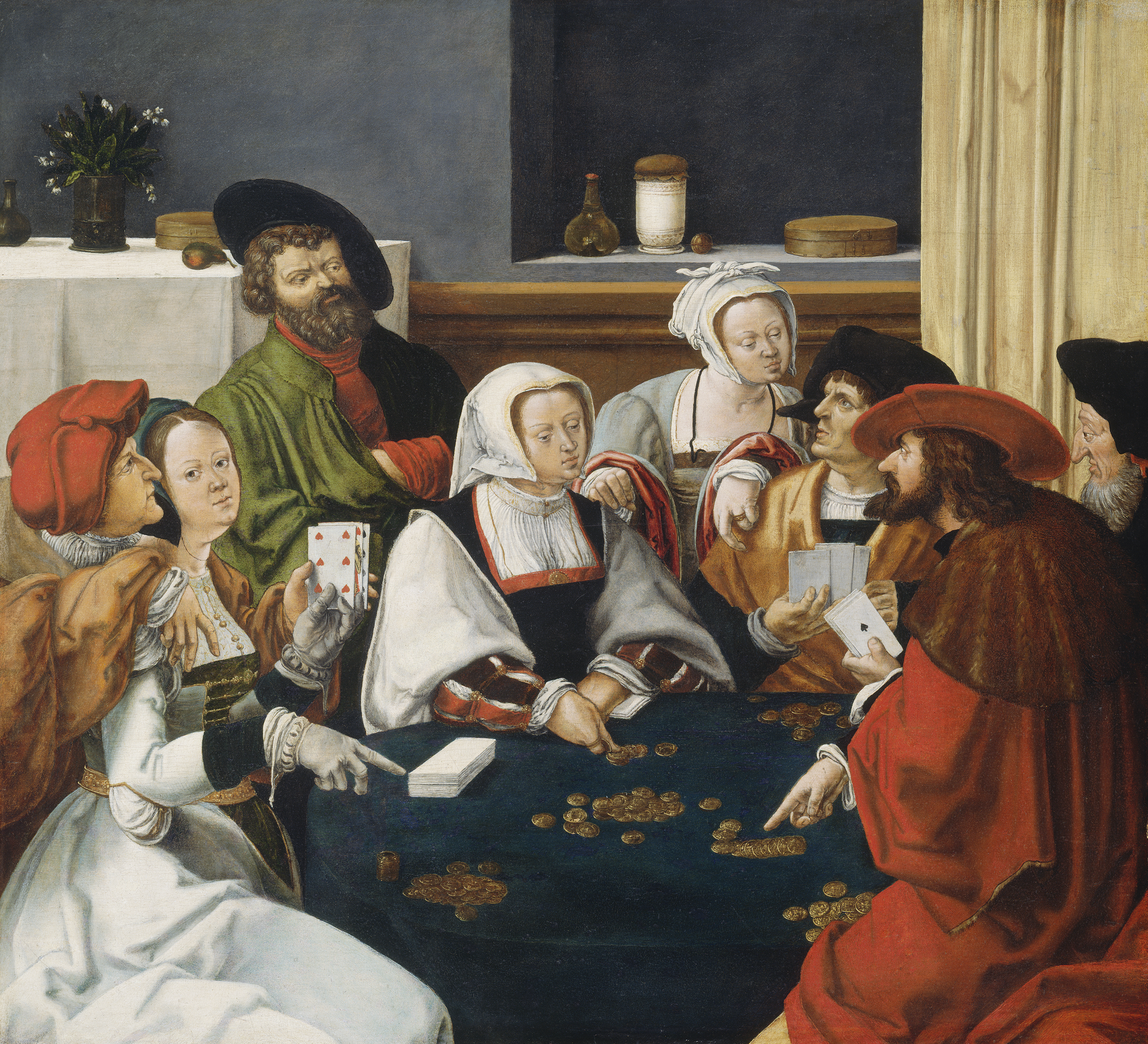
Een voorbeeld van figuratieve kunst: Kaartspelers (ca. 1508) door Lucas van Leyden

Figuratieve kunst is het soort kunstwerken waarin herkenbare onderwerpen zijn afgebeeld. Voorbeelden van figuratieve werken zijn landschappen, portretten of stillevens.
De tegenpool van figuratieve kunst wordt meestal abstracte kunst maar soms ook non-figuratieve kunst genoemd.

## Figuratieve kunstrichtingen na 1900
- Figuration Libre
- Groep van de figuratieve abstractie
- Nieuwe figuratie
- Nieuwe Wilden

## Verwante kunstrichtingen
- Expressionisme